# Открытый чемпионат Англии по бадминтону

Официальная эмблема

Открытый чемпионат Англии по бадминтону (англ. All England Open Badminton Championships) — один из старейших и престижнейших бадминтонных турниров. Первый турнир был организован 4 апреля 1899 года всего в трёх категориях: мужские пары, женские пары, микст. Первые три турнира носили название «The Open English Championships». Считался неофициальным Чемпионатом мира до 1977 года, когда IBF стала проводить мировые первенства. С 1984 года All England спонсируется только компанией Yonex. Является одним из турниров Супер серии BWF.
Турнир не проводился в годы мировых войн: во время Первой мировой войны c 1915 по 1919 год, и во время Второй мировой войны c 1940 по 1946 год.

## Последние победители
XXI век
| Год  | Мужские одиночки    | Женские одиночки | Мужские пары                         | Женские пары          | Микст                    |
| ---- | ------------------- | ---------------- | ------------------------------------ | --------------------- | ------------------------ |
| 2008 | Чэнь Цзинь          | Тине Расмуссен   | Джун Джей Сун Ли Ён Дай              | Ли Юнг Дай Ли Кюн Вон | Чжэн Бо Гао Лин          |
| 2007 | Линь Дань           | Се Синфан        | Ку Кин Кит Тан Бун Хенг              | Вэй Или Чжан Явэнь    | Чжэн Бо Гао Лин          |
| 2006 | Линь Дань           | Се Синфан        | Йенс Эриксен Мартин Лундгаард Хансен | Гао Лин Хуан Суй      | Чжан Цзюнь Гао Лин       |
| 2005 | Чэнь Хун            | Се Синфан        | Фу Хайфэн Цай Юнь                    | Гао Лин Хуан Суй      | Натан Робертсон Гэйл Эмм |
| 2004 | Линь Дань           | Гун Жуйна        | Йенс Эриксен Мартин Лундгаард Хансен | Гао Лин Хуан Суй      | Ким Донг Мун Ра Кьюн Мин |
| 2003 | Мухамед Хафиз Хашим | Чжоу Ми          | Сигит Будиарто Кендра Виджая         | Гао Лин Хуан Суй      | Чжан Цзюнь Гао Лин       |
| 2002 | Чэнь Хун            | Камилла Мартин   | Ха Тае Квон Ким Донг Мун             | Гао Лин Хуан Суй      | Ким Донг Мун Ра Кьюн Мин |
| 2001 | Пулела Гопичад      | Гун Чжичао       | Тони Гунаван Халим Херянто           | Гао Лин Хуан Суй      | Чжан Цзюнь Гао Лин       |